# Robert Randolph and the Family Band
Robert Randolph & The Family Band é uma banda norte-americana de funk e soul de Orange. A banda é liderada por Robert Randolph, um guitarrista de pedal steel.

## Discografia

### Álbuns
- Live at the Wetlands, Setembro de 2002
- Unclassified, Agosto de 2003
- Colorblind, Outubro de 2006

### Aparições em trilhas sonoras
- Paparazzi - "Going in the Right Direction"
- The Game Plan - "Ain't Nothing Wrong with That"
- Stomp the Yard - "Ain't Nothing Wrong with That"
- Grey's Anatomy - "Ain't Nothing Wrong with That"
- NBA on ABC - "We Got Hoops"
- Saturday Night Football - "Thrill of It"
- NBA Live 07 - "Thrill of It"
- Malcolm in the Middle - "Going in the Right Direction"
- Uma série de comerciais do restaurante Subway - "Ain't Nothing Wrong with That"
- Discovery Channel - "Ain't Nothing Wrong with That"

### Colaborações
- "Oh My Lord" - com Ringo Starr no Choose Love
- "Trinity" - com Santana no All That I Am
- "I Am an Illusion" - com Rob Thomas no Something to Be
- "Mas Y Mas" - com Los Lobos on Live at the Fillmore (versão DVD)
- "Mission Temple Fireworks Stand" - com Sawyer Brown no Mission Temple Fireworks Stand
- "Out in the Woods" e "That's My Home" - com Buddy Guy no Skin Deep
- "The Good Life" - com Rachael Lampa no Rachael Lampa
- "Lay Lady Lay" - com Buddy Guy no Bring 'Em In
- "Crosstown Traffic" - com Soulive no Break Out
- "Cissy Strut", "Ruler of My Heart" e "Tell It Like It Is" - com Dirty Dozen Brass Band no Medicated Magic
- "Train's A Comin'" - com JD & The Straight Shot no Right On Time
- "Exodus" and "Louisiana Bayou" - com Dave Matthews Band no Complete Weekend on the Rocks
- "Otherside" - com Third Day no Revelation